# Verkiezingen voor het Europees Parlement 2019/Kandidatenlijst/VVD
De kandidatenlijst voor de Europese Parlementsverkiezingen 2019 van de lijst VVD (lijstnummer 4) is na controle door de Kiesraad als volgt vastgesteld:
1. Azmani M. (Malik) (m), Dalfsen
2. Huitema J. (Jan) (m), Makkinga
3. Nagtegaal-van Doorn C.M.A.W. (Caroline) (v), Rotterdam
4. Groothuis B. (Bart) (m), Voorburg
5. Schreinemacher E.N.A.J. (Liesje) (v), Amsterdam
6. Rinzema H.C. (Catharina) (v), 's-Gravenhage
7. Kamminga R.J. (Roelien) (v), 's-Gravenhage
8. Grevink M. (Martijn) (m), Voorburg
9. Fasol M.A.D. (Monique) (v), Haarlem
10. Pistecky M.V. (Michael) (m), Parijs (FR)
11. Hoogeveen W.M. (Maurice) (m), 's-Gravenhage
12. Bakker S.B. (Sjoerd) (m), Bennekom
13. Bloi J.M. (Jacques Michel) (m), Landgraaf
14. Bos R.N. (René) (m), Zandvoort
15. Clercx M.E.P. (Marc) (m), 's-Gravenhage
16. Adank B.E.A. (Boaz) (m), Breda
17. Boeien D.G.P. (Dominique) (v), Melissant
18. Bal l.S. (Igor) (m), Spijkenisse
19. Van Rijn J.H. (Johan) (m), Rotterdam
20. Zwart C.D. (Christiaan) (m), Doorn
21. Van Brug A. (Anouk) (v), 's-Gravenhage
22. Janssen J.J.E. (Jeroen) (m), Bunde
23. Hoekstra F. (Falco) (m), Heerhugowaard

Democraten 66 (D66) ·
CDA-Europese Volkspartij · 
PVV (Partij voor de Vrijheid) ·
VVD · 
SP (Socialistische Partij) ·
P.v.d.A./Europese Sociaaldemocraten ·
ChristenUnie-SGP ·
GROENLINKS ·
Partij voor de Dieren ·
50PLUS ·
JEZUS LEEFT ·
DENK ·
De Groenen ·
Forum voor Democratie ·
vandeRegio & Piratenpartij ·
Volt Nederland